# Amatori Ponziana 1947-1948
Questa voce raccoglie le informazioni riguardanti l'Amatori Ponziana nelle competizioni ufficiali della stagione 1947-1948.

## Stagione
L'Amatori Ponziana riuscì a conquistare la salvezza, seppur con soli due punti di margine sulla zona retrocessione. Ottenne una vittoria di prestigio per 2-1 sul campo dell'Hajduk Spalato ma subì anche sconfitte con ampio scarto di reti (come Ponziana-Partizan 1-8 e Vardar-Ponziana 6-0). In Coppa di Jugoslavia (la "Coppa Maresciallo Tito") fu eliminato dal Quarnero/Kvarner di Fiume.

## Rosa
| N. |                           | Ruolo | Calciatore          |
| -- | ------------------------- | ----- | ------------------- |
|    | Italia (bandiera)         | P     | Roberto Parola      |
|    | non conosciuta (bandiera) |       | Aljancic            |
|    | non conosciuta (bandiera) |       | Barkareti           |
|    | Italia (bandiera)         |       | Bruno Carlin        |
|    | Italia (bandiera)         |       | Remigio Colombin    |
|    | Italia (bandiera)         |       | Tullio Tramarin     |
|    | Italia (bandiera)         |       | Pietro Corbatto (I) |
|    | Italia (bandiera)         |       | Carlo Corbatto (II) |
|    | Italia (bandiera)         |       | Albino Giorda       |
|    | non conosciuta (bandiera) |       | Pilej               |
|    | non conosciuta (bandiera) |       | Stacoli             |

| N. |                           | Ruolo | Calciatore        |
| -- | ------------------------- | ----- | ----------------- |
|    | non conosciuta (bandiera) |       | Vadori            |
|    | non conosciuta (bandiera) |       | Bartok            |
|    | non conosciuta (bandiera) |       | Fertola           |
|    | non conosciuta (bandiera) |       | Pejtila           |
|    | non conosciuta (bandiera) |       | Spalec            |
|    | non conosciuta (bandiera) |       | Pertotti          |
|    | Italia (bandiera)         | C     | Ettore Valcareggi |
|    | Italia (bandiera)         |       | Radames Tommasini |
|    | Italia (bandiera)         |       | Paolo Stivoli     |
|    | Italia (bandiera)         | A     | Carlo Maluta      |
|    | Italia (bandiera)         |       | Livio Benvenuti   |

## Risultati

### Prva Liga

#### Girone di andata
| Sarajevo 21 agosto 1947 1ª giornata | Sarajevo | 1 – 1 | Ponziana |  |

| Trieste 24 agosto 1947 2ª giornata | Ponziana | 1 – 0 referto | Spartak Subotica |  |

| Zagabria 31 agosto 1947 3ª giornata | Dinamo Zagabria | 5 – 0 referto | Ponziana |  |

| Skopje 7 settembre 1947 4ª giornata | Vardar | 6 – 0 | Ponziana |  |

| Belgrado 17 settembre 1947 5ª giornata | Stella Rossa | 2 – 0 | Ponziana |  |

| Spalato 21 settembre 1947 6ª giornata | Hajduk Spalato | 1 – 2 referto | Ponziana |  |

| Belgrado 8 ottobre 1947 7ª giornata | Partizan | 5 – 0 | Ponziana |  |

| Belgrado 5 ottobre 1947 8ª giornata | Metalac Belgrado | 2 – 0 | Ponziana |  |

| Trieste 19 ottobre 1947 9ª giornata | Ponziana | 3 – 0 referto | Lokomotiva Zagabria |  |

#### Girone di ritorno
| Trieste 14 marzo 1948 10ª giornata | Ponziana | 4 – 2 referto | Sarajevo |  |

| Subotica 30 maggio 1948 11ª giornata | Spartak Subotica | 2 – 3 referto | Ponziana |  |

| Trieste 28 marzo 1948 12ª giornata | Ponziana | 3 – 6 referto | Dinamo Zagabria |  |

| Trieste 4 aprile 1948 13ª giornata | Ponziana | 1 – 1 referto | Vardar |  |

| Trieste 16 maggio 1948 14ª giornata | Ponziana | 1 – 0 referto | Stella Rossa |  |

| Trieste 25 aprile 1948 15ª giornata | Ponziana | 0 – 0 referto | Hajduk Spalato |  |

| Fiume 20 maggio 1948 16ª giornata | Ponziana | 1 – 8 referto | Partizan |  |

| Trieste 7 marzo 1948 17ª giornata | Ponziana | 1 – 1 referto | Metalac |  |

| Zagabria 23 maggio 1948 18ª giornata | Lokomotiva Zagabria | 1 – 0 | Ponziana |  |

### Coppa Maresciallo Tito
| 9 novembre 1947 Secondo turno | Kvarner | 3 – 2 referto | Ponziana |  |

## Statistiche

### Statistiche di squadra
| Competizione           | Punti | In casa | In casa | In casa | In casa | In casa | In casa | In trasferta | In trasferta | In trasferta | In trasferta | In trasferta | In trasferta | Totale | Totale | Totale | Totale | Totale | Totale | DR  |
| Competizione           | Punti | G       | V       | N       | P       | Gf      | Gs      | G            | V            | N            | P            | Gf           | Gs           | G      | V      | N      | P      | Gf     | Gs     | DR  |
| ---------------------- | ----- | ------- | ------- | ------- | ------- | ------- | ------- | ------------ | ------------ | ------------ | ------------ | ------------ | ------------ | ------ | ------ | ------ | ------ | ------ | ------ | --- |
| Prva Liga              | 16    | 9       | 4       | 3       | 2       | 17      | 20      | 9            | 2            | 1            | 6            | 4            | 25           | 18     | 6      | 4      | 8      | 21     | 45     | -24 |
| Coppa Maresciallo Tito |       | -       | -       | -       | -       | -       | -       | 1            | 0            | 0            | 1            | 2            | 3            | 1      | 0      | 0      | 1      | 2      | 3      | -1  |
| Totale                 |       | 16      | 9       | 4       | 3       | 17      | 20      | 10           | 2            | 1            | 7            | 6            | 28           | 19     | 6      | 4      | 9      | 23     | 48     | -25 |

### Statistiche dei giocatori
| Giocatore        | Prva Liga | Prva Liga | Coppa Maresciallo Tito | Coppa Maresciallo Tito | Totale   | Totale |
| Giocatore        | Presenze  | Reti      | Presenze               | Reti                   | Presenze | Reti   |
| ---------------- | --------- | --------- | ---------------------- | ---------------------- | -------- | ------ |
| Aljancic         | 4         | 0         | -                      | -                      | 4        | 0      |
| Barkareti        | 3         | 0         | -                      | -                      | 3        | 0      |
| Bartok           | 1         | 0         | -                      | -                      | 1        | 0      |
| L. Benvenuti     | 16        | 0         | 1                      | 0                      | 17       | 0      |
| B. Carlin        | 17        | 0         | 1                      | 0                      | 18       | 0      |
| R. Colombin      | 17        | 3         | 1                      | 0                      | 18       | 3      |
| P. Corbatto (I)  | 15        | 0         | -                      | -                      | 15       | 0      |
| C. Corbatto (II) | 6         | 0         | 1                      | 0                      | 7        | 0      |
| Ferlota          | 1         | 0         | -                      | -                      | 1        | 0      |
| A. Giorda        | 5         | 0         | -                      | -                      | 5        | 0      |
| C. Maluta        | 18        | 6         | 1                      | 2                      | 19       | 8      |
| R. Parola        | 18        | -45       | 1                      | -3                     | 19       | -48    |
| Pejtila          | 1         | 0         | -                      | -                      | 1        | 0      |
| Pilej            | 5         | 0         | -                      | -                      | 5        | 0      |
| Spalec           | 1         | 0         | -                      | -                      | 1        | 0      |
| Stacoli          | 1         | 0         | -                      | -                      | 1        | 0      |
| P. Stivoli       | 17        | 2         | 1                      | 0                      | 18       | 2      |
| R. Tommasini     | 18        | 8         | 1                      | 0                      | 19       | 8      |
| T. Tramarin      | 16        | 0         | 1                      | 0                      | 17       | 0      |
| Vadori           | 1         | 0         | -                      | -                      | 1        | 0      |
| E. Valcareggi    | 9         | 0         | 1                      | 0                      | 10       | 0      |

Nota: Pertotti (secondo i tabellini pubblicati dai periodici dell'epoca) risulta aver giocato almeno 9 partite di campionato oltre alla partita di Coppa Maresciallo Tito. Le statistiche relative al campionato, tratte da Statistiche 1945-1949 (che tende a storpiare i cognomi italiani per adattarli alla grafia slava), sono anche per questo da controllare.